# Premi BAFTA 1964
I premi della 17ª edizione dei British Academy Film Awards furono conferiti nel 1964 dalla British Academy of Film and Television Arts alle migliori produzioni cinematografiche del 1963.

## Vincitori e candidati

### Miglior film internazionale (Best Film from any Source)
- Tom Jones, regia di Tony Richardson
- 8½, regia di Federico Fellini
- Billy il bugiardo (Billy Liar), regia di John Schlesinger
- Il buio oltre la siepe (To Kill a Mockingbird), regia di Robert Mulligan
- Il coltello nell'acqua (Nóz w wodzie), regia di Roman Polański
- David e Lisa (David and Lisa), regia di Frank Perry
- Divorzio all'italiana, regia di Pietro Germi
- I giorni del vino e delle rose (Days of Wine and Roses), regia di Blake Edwards
- Hud il selvaggio (Hud), regia di Martin Ritt
- Io sono un campione (This Sporting Life), regia di Lindsay Anderson
- Le quattro giornate di Napoli, regia di Nanni Loy
- Il servo (The Servant), regia di Joseph Losey

### Miglior film britannico (Best British Film)
- Tom Jones
- Billy il bugiardo (Billy Liar)
- Io sono un campione (This Sporting Life)
- Il servo (The Servant)

### Migliore attore britannico (Best British Actor)
- Dirk Bogarde – Il servo (The Servant)
- Tom Courtenay – Billy il bugiardo (Billy Liar)
- Albert Finney – Tom Jones
- Hugh Griffith – Tom Jones
- Richard Harris – Io sono un campione (This Sporting Life)

### Migliore attrice britannica (Best British Actress)
- Rachel Roberts – Io sono un campione (This Sporting Life)
- Julie Christie – Billy il bugiardo (Billy Liar)
- Edith Evans – Tom Jones
- Sarah Miles – Il servo (The Servant)
- Barbara Windsor – Sparrows Can't Sing

### Migliore attore straniero (Best Foreign Actor)
- Marcello Mastroianni – Divorzio all'italiana
- Howard Da Silva – David e Lisa (David and Lisa)
- Jack Lemmon – I giorni del vino e delle rose (Days of Wine and Roses)
- Paul Newman – Hud il selvaggio (Hud)
- Gregory Peck – Il buio oltre la siepe (To Kill a Mockingbird)

### Migliore attrice straniera (Best Foreign Actress)
- Patricia Neal – Hud il selvaggio (Hud)
- Joan Crawford – Che fine ha fatto Baby Jane? (What Ever Happened to Baby Jane?)
- Bette Davis – Che fine ha fatto Baby Jane? (What Ever Happened to Baby Jane?)
- Lee Remick – I giorni del vino e delle rose (Days of Wine and Roses)
- Daniela Rocca – Divorzio all'italiana

### Migliore attore o attrice debuttante (Most Promising Newcomer to Film)
- James Fox – Il servo (The Servant)
- Wendy Craig – Il servo (The Servant)
- Keir Dullea – David e Lisa (David and Lisa)
- Janet Margolin – David e Lisa (David and Lisa)

### Migliore sceneggiatura per un film britannico (Best British Screenplay)
- John Osborne – Tom Jones
- Willis Hall, Keith Waterhouse – Billy il bugiardo (Billy Liar)
- Harold Pinter – Il servo (The Servant)
- David Storey – Io sono un campione (This Sporting Life)

### Migliore fotografia per un film britannico a colori (Best British Cinematography - Colour)
- Ted Moore – A 007, dalla Russia con amore (From Russia with Love)
- Jack Asher – Lama scarlatta (The Scarlet Blade)
- Jack Hildyard – International Hotel (The V.I.P.s)
- Erwin Hillier – Sammy va al sud (Sammy Going South)
- Arthur Ibbetson – 9 ore per Rama (Nine Hours to Rama)
- Robert Krasker – Un buon prezzo per morire (The Running Man)
- Geoffrey Unsworth – La vergine in collegio (Tamahine)

### Migliore fotografia per un film britannico in bianco e nero (Best British Cinematography - Black and White)
- Douglas Slocombe – Il servo (The Servant)
- Christopher Challis – I vincitori (The Victors)
- Denys N. Coop – Billy il bugiardo (Billy Liar)
- Gerald Gibbs – Avamposto Sahara (Station Six-Sahara)
- Mutz Greenbaum – Lassù qualcuno mi attende (Heavens Above!)

### Miglior cortometraggio (Best Short Film)
- Heureux anniversaire, regia di Jean-Claude Carrière, Pierre Étaix
- Snow, regia di Geoffrey Jones
- The War Game, regia di Mai Zetterling
- Zeilen, regia di Hattum Hoving

### Premio UN (UN Award)
- Karami-ai, regia di Masaki Kobayashi
- Caccia di guerra (War Hunt), regia di Denis Sanders